# Kivijärv, Jõgevamaa
Kivijärv är en sjö i Estland.   Den ligger i landskapet Jõgevamaa, i den centrala delen av landet, 130 km sydost om huvudstaden Tallinn. Kivijärv ligger 86 meter över havet. Arean är 1,1 kvadratkilometer.  I omgivningarna runt Kivijärv växer i huvudsak blandskog. Den sträcker sig 1,5 kilometer i nord-sydlig riktning, och 1,4 kilometer i öst-västlig riktning.